# Phragmidium mucronatum
Espèce
Phragmidium mucronatum est une espèce de champignons basidiomycètes de la famille des Phragmidiaceae. Il s'agit d'un champignon phytopathogène à répartition cosmopolite en partie responsable de la rouille du rosier.
Il affecte de nombreuses espèces et variétés du genre Rosa, notamment Rosa alba, Rosa canina (églantier), Rosa centifolia, Rosa damascena, Rosa gallica, Rosa majalis, Rosa rubiginosa, Rosa rugosa, Rosa villosa.
Ce champignon effectue tout son cycle biologique, qui comprend cinq stades de développement, sur un seul hôte, le rosier, il est dit « parasite monœcique ». Au printemps, des pustules orange vif (écidies) apparaissent sur le pétioles, les rameaux et la face supérieure des feuilles. Pendant l'été, des pustules jaune orangé (urédies) se développent sur la face inférieure des feuilles, ainsi que des pustules brunes ou noires (télies) en fin d'été ou au début de l'automne. Le champignon hiverne habituellement sous la forme de téleutospores associés avec des feuilles mortes.

Phragmidium mucronatum
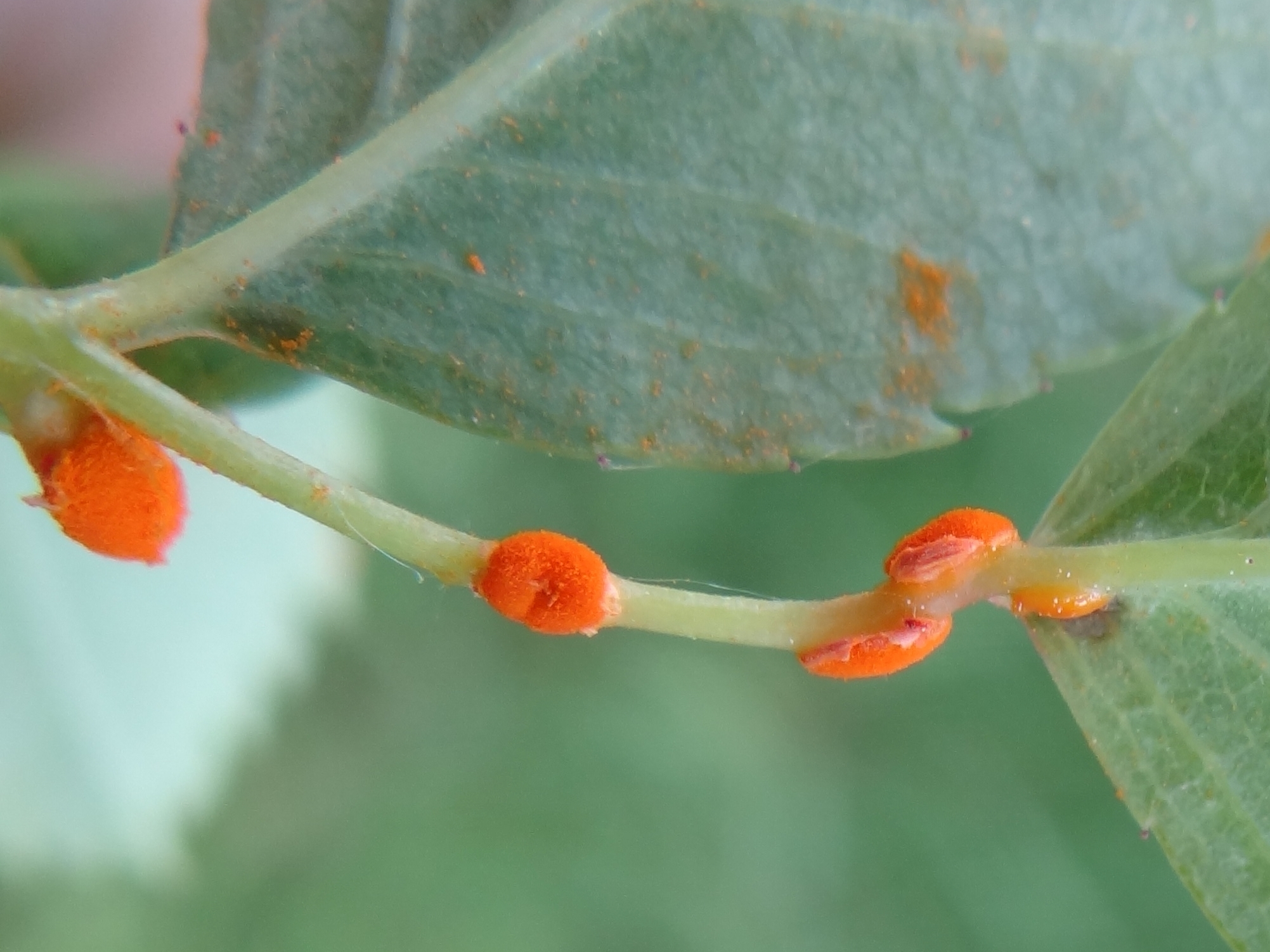
urédies
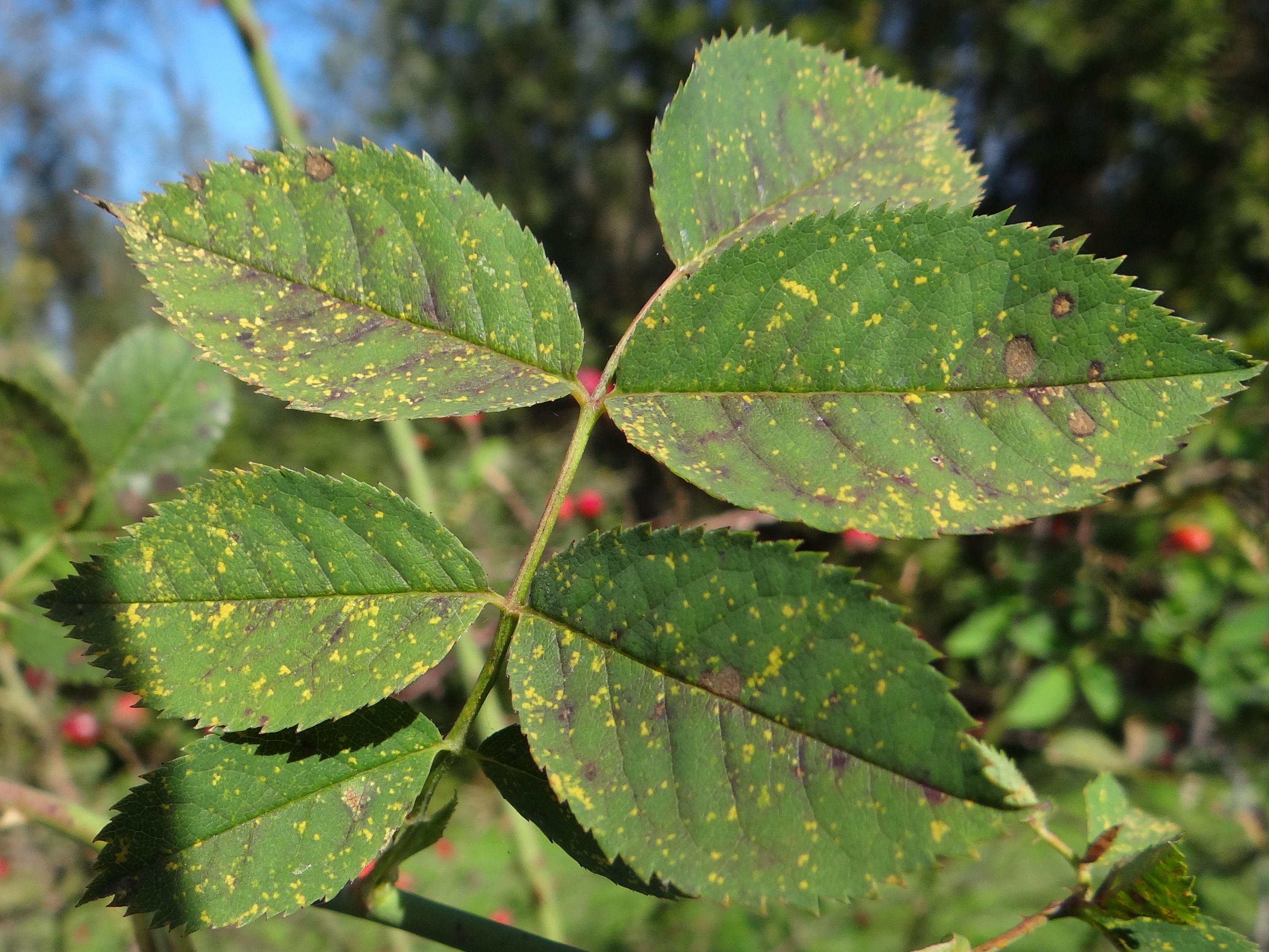
télies
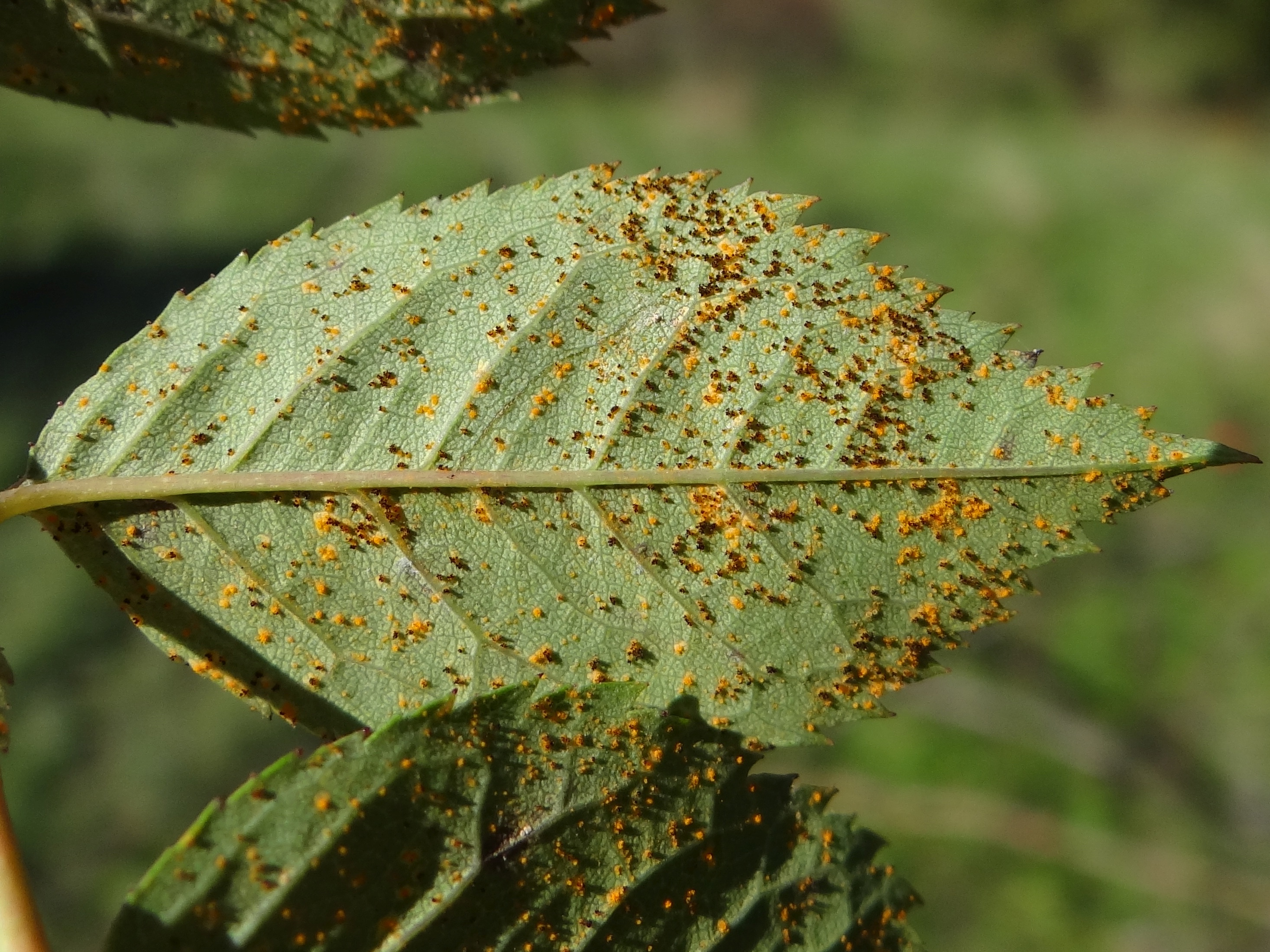
télies
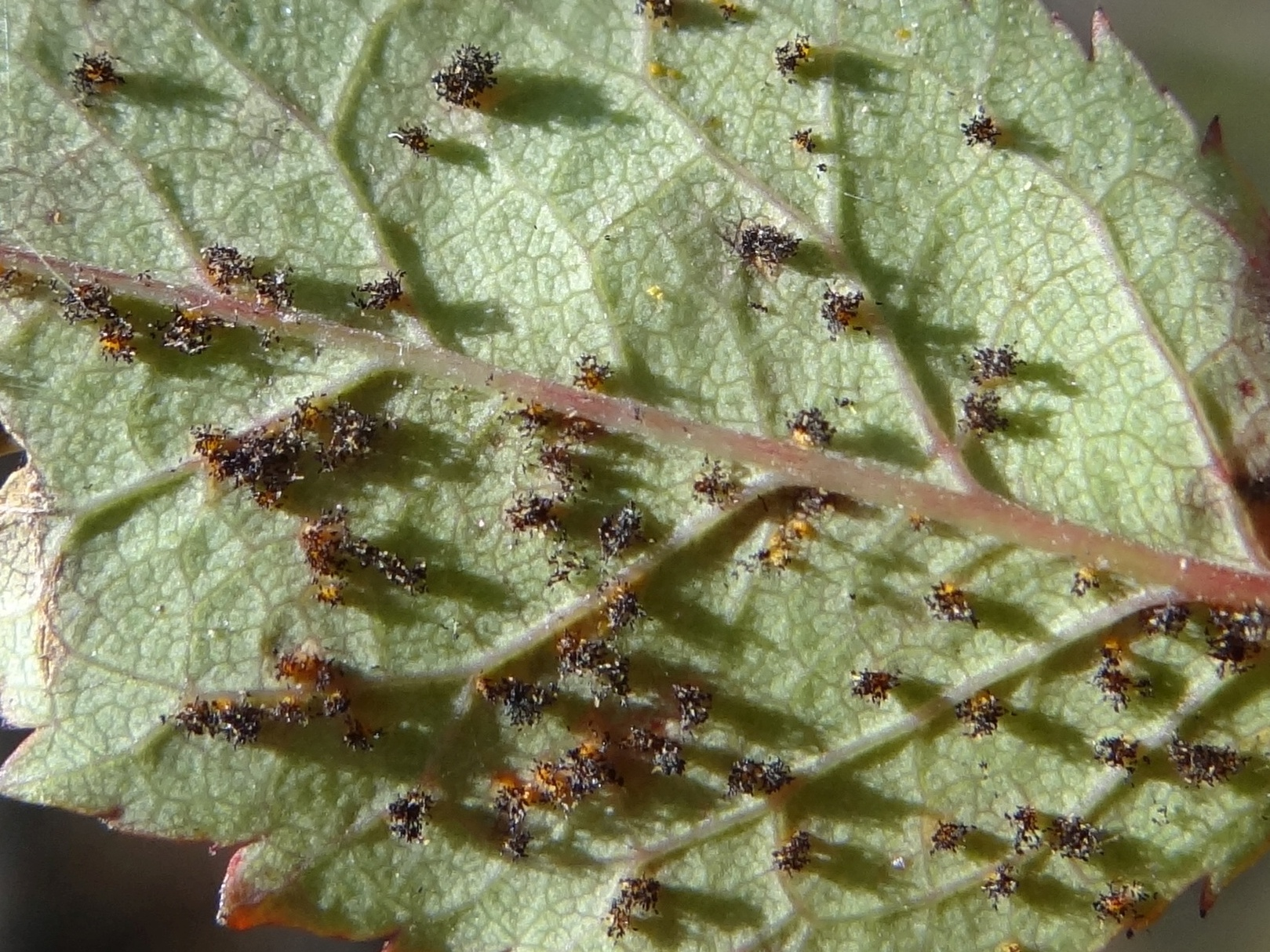
télies

## Synonymes
Selon Catalogue of Life (14 aout 2015) :
- Aregma disciflora Arthur 1899
- Aregma mucronatum (Pers.) Fr. 1832
- Aregma phragmidium Fr. 1832
- Aregma phragmidium subsp. mucronatum (Pers.) Fr. 1832
- Aregma phragmidium subsp. obtusatum Fr. 1832
- Aregma phragmidium subsp. phragmidium Fr. 1832
- Ascophora disciflora Tode 1790
- Ascophora disciflora var. byssina Tode 1790
- Ascophora disciflora var. disciflora Tode 1790
- Ascophora disciflora var. solida Tode 1790
- Caeoma pingue (DC.) Link 1825
- Caeoma rosae var. miniatum (Pers.) Link 1825
- Coleosporium miniatum Bonord. 1860
- Coleosporium pingue (DC.) Lév. 1847
- Coleosporium pingue var. alchemillae Berk. & Broome 1875
- Coleosporium pingue var. pingue (DC.) Lév. 1856
- Lecythea rosae Lév. 1847
- Lycoperdon subcorticium Schrank 1793
- Phragmidium bullatum Westend. 1863
- Phragmidium disciflorum (Tode) J. James 1895
- Phragmidium mucronatum var. apiculatum Wallr. 1833
- Phragmidium mucronatum var. bullatum (Westend.) J. Kickx f. 1867
- Phragmidium mucronatum f. fragariastri Wallr. 1833
- Phragmidium mucronatum f. mucronatum (Pers.) Schltdl. 1824
- Phragmidium mucronatum var. obtusum Wallr. 1833
- Phragmidium mucronatum f. potentillae Wallr. 1833
- Phragmidium mucronatum f. potentillae-vernae Wallr. 1833
- Phragmidium mucronatum f. poterii Wallr. 1833
- Phragmidium mucronatum f. sanguisorbae Wallr. 1833
- Phragmidium mucronatum f. ulmi Wallr. 1833
- Phragmidium rosae (Pers.) Rostr. 1902
- Phragmidium rosarum Fuckel 1870
- Phragmidium rosarum f. rosarum Fuckel 1870
- Phragmidium subcorticium (Schrank) G. Winter 1881
- Puccinia mucronata Pers. 1794
- Puccinia rosae Schumach. 1803
- Uredo aurea Purton 1821
- Uredo effusa
- Uredo pinguis DC. 1805